# Haplostoma dentatum
Haplostoma dentatum är en kräftdjursart som beskrevs av Shigeko Ooishi och Rolf Dieter Illg 1977. Haplostoma dentatum ingår i släktet Haplostoma och familjen Ascidicolidae. Inga underarter finns listade i Catalogue of Life.